# Matthieu Michel
 (décembre 2022).
Si vous disposez d'ouvrages ou d'articles de référence ou si vous connaissez des sites web de qualité traitant du thème abordé ici, merci de compléter l'article en donnant les références utiles à sa vérifiabilité et en les liant à la section « Notes et références ».
Pour les articles homonymes, voir Mathieu Michel et Michel.
Matthieu Michel, né en 1963 à Fribourg, est un trompettiste de jazz suisse.

## Biographie
Matthieu Michel a passé son enfance dans le village de Courtepin. Il débute au sein de la fanfare du village que dirigeait son père, l'Avenir de Barberêche-Courtepin, puis il s’intéresse davantage au jazz en apprenant à jouer de la trompette avec Americo Bellotto, pendant trois ans à Vienne et à Berlin. À partir de 1992 il a été l'un des membres du Vienna Art Orchestra dirigé par Mathias Rüegg. Ses deux frères sont également musiciens professionnels, Jean-François Michel est professeur de trompette aux conservatoires de Fribourg et Genève, soliste réputé et compositeur, quant à Guy Michel il enseigne le tuba.
En 2022 il reçoit le Prix du musicien européen de l'Académie du jazz.

## Discographie
En leader
- Live at Theatre Oriental - EmArcy, 2003.
- The Sadness of Yuki - Universal, 1996. Matthieu Michel et Uli Scherer.
- Makara - 1996. Avec Uli Scherer, Daniel Perrin et Thierry Lang.
- Estate - TCB, 1995. Quintet avec Richard Galliano.
- Okipik - Plainisphare, 1995. En duo avec Uli Scherer.
- Yves (Matthieu Michel Quintet) - TCB Music, 1990.
- Blue Light - Igloo, 1987.